# Music Industry Awards 2014

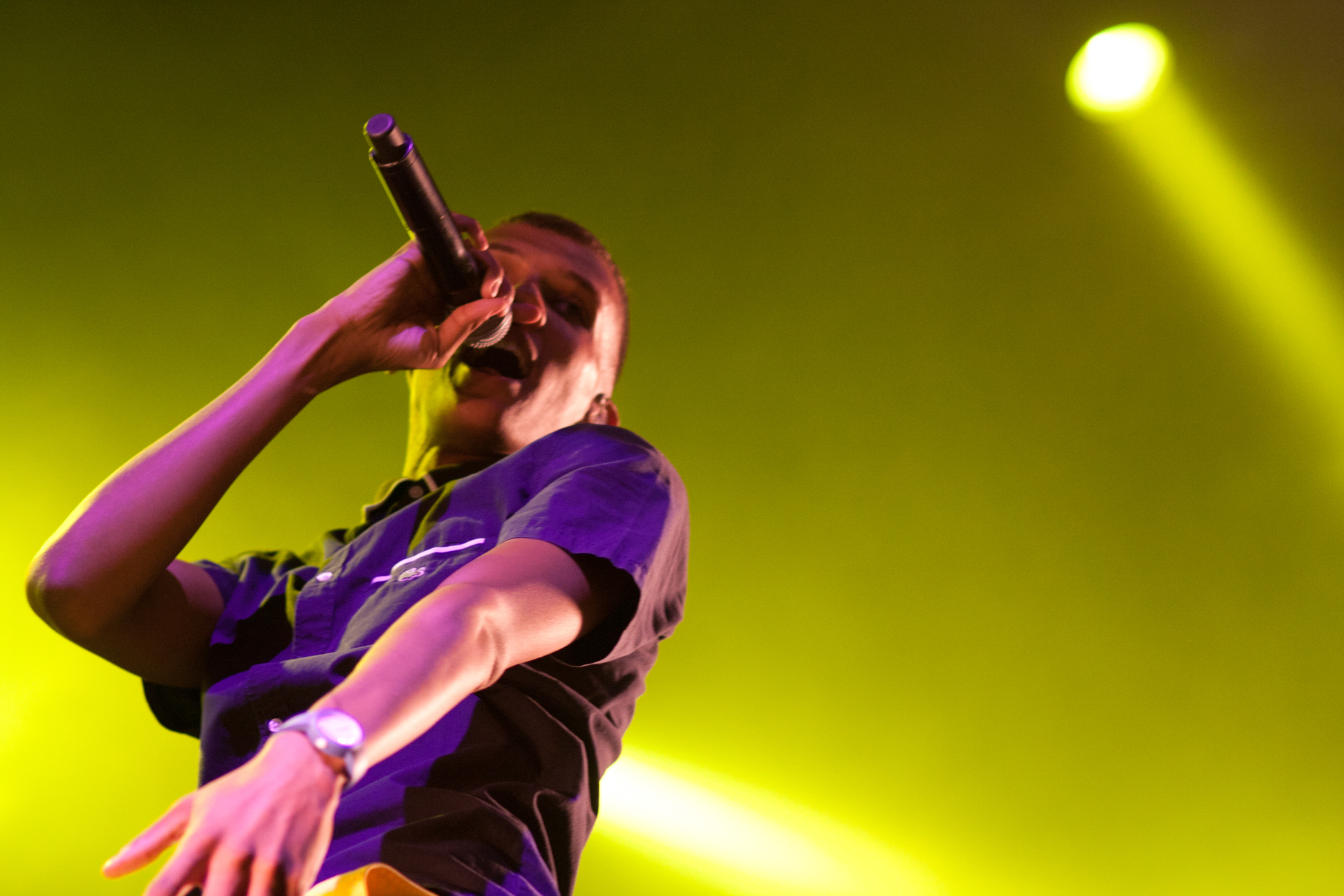
Stromae was opnieuw de grote winnaar van de avond, met vier awards. Daarmee liet hij andere topfavorieten Oscar and the Wolf en Gabriël Rios achter zich, die er respectievelijk drie en twee wonnen.

De Music Industry Awards of MIA's van 2014 werden toegekend op 8 januari 2015 in de AED Studios te Lint tijdens een door de VRT op Eén rechtstreeks uitgezonden televisieshow. De presentatie was in handen van Peter Van de Veire. Er keken 904.997 mensen naar de uitzending, een marktaandeel van 35,95%. Het was de achtste editie van de MIA's.
Verschillende artiesten brachten live een nummer, zoals Gabriel Rios, Triggerfinger, Oscar and the Wolf en Selah Sue.
De "Hit van het jaar" werd zoals ieder jaar verkozen door middel van televoting. Deze belangrijkste MIA werd gewonnen door Gabriel Rios voor Gold. Hij kreeg de prijs uitgereikt door de Vlaamse minister-president Geert Bourgeois. De meeste MIA's, vier in getal, werden gewonnen door Stromae, die samen met zijn moeder in de studio aanwezig was. Hij won onder andere de MIA voor "beste solo man". De nieuwe revelatie Oscar and the Wolf won drie MIA's. De schlagerzanger Christoff won voor de derde maal de prijs in de categorie "Vlaams populair".
Luc De Vos, de in 2014 overleden oprichter en frontman van Gorki, werd postuum geëerd met de Lifetime Achievement Award, de carrièreprijs.

## Optredens
| Artiesten          | Nummers              |
| ------------------ | -------------------- |
| 2 Fabiola          | She's After My Piano |
| Christoff          | Voor jou             |
| Netsky             | Running Low          |
| Triggerfinger      | Perfect Match        |
| Oscar and the Wolf | Strange Entity       |
| Selah Sue          | Alone                |
| Gabriel Rios       | Gold                 |
| Bart Peeters       | Lepeltjesgewijs      |

## Genomineerden en winnaars 2014
Hieronder de volledige lijst van genomineerden in elke categorie. De winnaars zijn in het vet aangeduid.
| Categorie        | Genomineerden Winnaars                                                   | Voor                                                                | Uitgereikt door        |
| ---------------- | ------------------------------------------------------------------------ | ------------------------------------------------------------------- | ---------------------- |
| Hit van het jaar | 2 Fabiola ft. Loredana Stromae en Dimitri Vegas & Like Mike Gabriel Rios | She's After My Piano Ta fête Find Tomorrow (Ocarina) Gold           | publiek via televoting |
| Album            | Admiral Freebee Gabriel Rios Intergalactic Lovers Oscar and the Wolf     | The Great Scam This Marauder's Midnight Little Heavy Burdens Entity | muziekindustrie        |
| Beste groep      | Arsenal Intergalactic Lovers Oscar and the Wolf Triggerfinger            |                                                                     | publiek                |
| Solo man         | Admiral Freebee Bart Peeters Gabriel Ríos Stromae                        |                                                                     | publiek                |
| Solo vrouw       | Hannelore Bedert Lady Linn Natalia Selah Sue                             |                                                                     | publiek                |
| Videoclip        | Kenji Minogue Magnus Oscar and the Wolf Stromae                          | Veranda Singing Man Strange Entity Ta Fête                          | muzieksector           |
| Pop              | Hooverphonic Milow Novastar Stromae                                      |                                                                     | publiek                |
| Nederlandstalig  | Bart Peeters Fixkes Het Zesde Metaal Yevgueni                            |                                                                     | publiek                |
| Dance            | Dimitri Vegas & Like Mike Magnus Netsky The Subs                         |                                                                     | publiek                |
| Alternative      | Intergalactic Lovers Oscar And The Wolf The Sore Losers Triggerfinger    |                                                                     | publiek                |
| Vlaams populair  | Bart Herman Christoff Laura Lynn Lindsay                                 |                                                                     | publiek                |
| Live act         | Admiral Freebee Gabriel Rios Stromae Triggerfinger                       |                                                                     | muziekindustrie        |
| Doorbraak        | Kenji Minogue Oscar And The Wolf Stoomboot The Sore Losers               |                                                                     | publiek                |
| Auteur/componist | Eriksson/Delcroix Gabriel Rios Jef Neve Joost Zweegers                   |                                                                     | muziekindustrie        |
| Muzikant(e)      | Bert Dockx Jef Neve Mauro Pawlowski Tom Lodewyckx                        |                                                                     | muziekindustrie        |
| Artwork          | Arsenal Birds That Change Colour Eriksson/Delcroix Oscar And The Wolf    | Furu On Recording Birds For Ever Entity                             | muziekindustrie        |

## Aantal MIA's en nominaties

### Nominaties
| Aantal nominaties | Artiest                   |
| ----------------- | ------------------------- |
| 6                 | Oscar and the Wolf        |
| 5                 | Stromae                   |
| 5                 | Gabriel Rios              |
| 3                 | Triggerfinger             |
| 3                 | Admiral Freebee           |
| 3                 | Intergalactic Lovers      |
| 2                 | Dimitri Vegas & Like Mike |
| 2                 | Arsenal                   |
| 2                 | Jef Neve                  |
| 2                 | Kenji Minogue             |
| 2                 | The Sore Losers           |
| 2                 | Bart Peeters              |
| 2                 | Magnus                    |

### Awards
| Aantal awards | Artiest            |
| ------------- | ------------------ |
| 4             | Stromae            |
| 3             | Oscar and the Wolf |
| 2             | Gabriel Rios       |

## Trivia
De grote winnaars bij de MIA's konden rekenen op extra succes na de liveshow: in de albumlijst steegEntity van Oscar and the Wolf weer naar de eerste plaats (+2), This Marauder's Midnight steeg naar plaats 2 (+12) in de albumlijst. Little Heavy Burdens van Intergalactic Lovers, dat met lege handen naar huis ging, kon wel rekenen op extra succes door te stijgen naar plaats 20 (+27). Triggerfinger stond op plaats 33 (+25) en Het Zesde Metaal op 36 (+16). 
In de singleslijst steeg Strange Entity van Oscar and the Wolf naar plaats 4 (+14), een nieuwe piek. De eerste single van de band Princes kwam opnieuw binnen op plaats 23. Hit van het jaar Gold kwam weer binnen op de 5de plaats. Stromae steeg met zijn internationale samenwerking met Lorde, naar plaats 24 (+19), de sterkste stijger die week.